# 莱塞谢勒
莱塞谢勒（法語：Les Échelles，法語發音：[le.z‿eʃɛl]）是法国萨瓦省的一个市镇，属于尚贝里区。

## 地理
莱塞谢勒（45°26'12"N, 5°45'14"E）面积3.75 平方千米，位于法国奥弗涅-罗讷-阿尔卑斯大区萨瓦省，该省份为法国东部省份，历史上为薩伏依的一部分，北起上萨瓦省，西接伊泽尔省和安省，南部和东部与上阿尔卑斯省和意大利接壤。
与莱塞谢勒接壤的市镇（或旧市镇、城区）包括：昂特尔德吉耶、米里贝勒莱塞谢勒、吉耶河畔圣克里斯托夫、圣克里斯托夫。

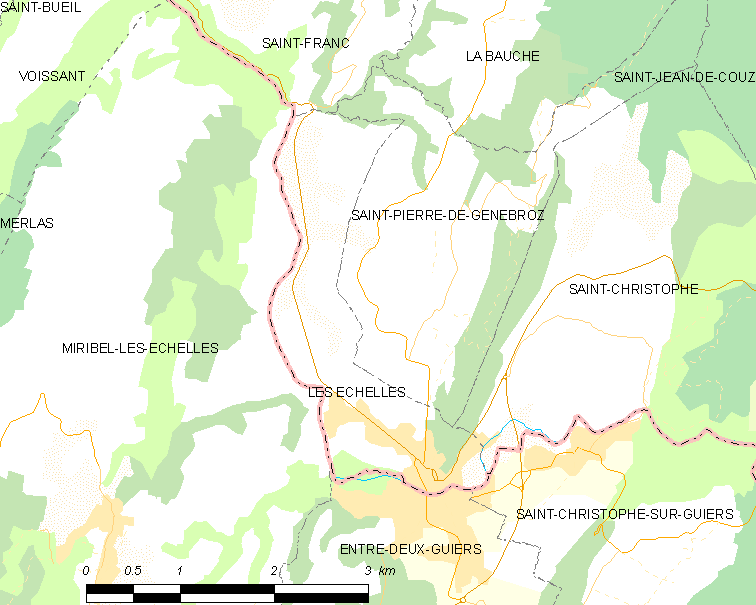
莱塞谢勒的OSM定位图

莱塞谢勒的时区为UTC+01:00、UTC+02:00（夏令时）。

## 行政
莱塞谢勒的邮政编码为73360，INSEE市镇编码为73105。

## 政治
莱塞谢勒所属的省级选区为勒蓬德博瓦桑县。

## 人口

1962-2008年间莱塞谢勒人口变化图示

莱塞谢勒于2022年1月1日时的人口数量为1270人。